# 194
El 194 (CXCIV) fou un any comú començat en dimarts del calendari julià.

## Esdeveniments
- L'Imperi Romà incorpora Palmira a la província de Síria.[1]
- Galè escriu el seu manual de patologia De methodo medendi.
- El gnosticisme és declarat heretgia.